# KompoZer
KompoZer là chương trình mã nguồn mở dùng cho biên tập chỉnh sửa tài liệu web HTML. Phần mềm này dựa trên Nvu, nó thừa kế & chỉnh sửa những lỗi của Nvu.
Khả năng chỉnh sửa WYSIWYG của KompoZer là một trong những điểm thu hút chính của phần mềm này. Ngoài ra, KompoZer cho phép chỉnh sửa mã trực tiếp cũng như một chế độ chia màn hình để đồng thời xem cả code và đồ họa.
Phiên bản phát hành hiện nay là KompoZer 0.8 beta 3, phát hành tháng 2 năm 2010, sử dụng Gecko 1.8.1. Phiên bản ổn định là 0.7.10, phát hành vào tháng năm 2007. Nhà phát triển thường xuyên phát biểu vào tháng 6 năm 2011 rằng việc phát triển KompoZer "đã bị ngưng lại vào lúc này". Dự án từ đó dường như là không hoạt động.

## Tuân thủ tiêu chuẩn
KompoZer tuân thủ các tiêu chuẩn web của W3C. Theo mặc định, các trang được tạo theo HTML 4.01 Nghiêm và sử dụng Cascading Style Sheets (CSS) để tạo kiểu, nhưng người dùng có thể thay đổi cài đặt và chọn giữa:
- Nghiêm ngặt và chuyển tiếp DTD 's
- HTML 4.01 và XHTML 1.0
- Kiểu CSS hoặc kiểu <font> dựa trên cũ.

Ứng dụng có thể gọi trình xác nhận HTML W3C, tải lên các trang lên Dịch vụ xác thực đánh dấu W3C và kiểm tra sự tuân thủ.